# Otwaschnoje (Kaliningrad)
Otwaschnoje (russisch Отважное, deutsch Wickbold und Braxeinswalde, litauisch Vikboldas) ist ein Ort in der russischen Oblast Kaliningrad. Er gehört zur kommunalen Selbstverwaltungseinheit Stadtkreis Bagrationowsk im Rajon Bagrationowsk.
Die Ortsstelle Braxeinswalde, die sich im Rajon Gurjewsk befindet, ist verlassen.

## Geographische Lage
Otwaschnoje liegt östlich des „Tharauer Waldes“ (russisch: Lesnoi massiw) im äußersten Nordosten des Rajon Bagrationowsk in einem Gebiet, das in den Nachbarrajon Gurjewsk hineinragt. Durch den Ort verläuft die russische Fernstraße A 195 (ehemalige deutsche Reichsstraße 128), die Kaliningrad (Königsberg) mit  Bagrationowsk (Preußisch Eylau) und Polen verbindet. Otwaschnoje ist Bahnstation an der Strecke Kaliningrad–Bagrationowsk (Teilstück der ehemaligen Ostpreußischen Südbahn).

## Geschichte

### Wickbold
Der vor 1785 Wickboldt und später Wickbold genannte Ort mit dem Ortsteil Klein Wickbold (heute russisch: Maloje Otwaschnoje) liegt elf Kilometer südlich der Rajonshauptstadt Kaliningrad (Königsberg) und war bestand bis 1928 aus einem Gut und einem Dorf. Am 30. April 1874 kamen beide Ortsteile in den Amtsbezirk Dalheim (heute russisch: Roschtschino) im Landkreis Königsberg (Preußen) (ab 1939 Landkreis Samland) im Regierungsbezirk Königsberg der preußischen Provinz Ostpreußen. Bereits am 19. Dezember 1895 wurde Wickbold in den Amtsbezirk Ludwigswalde (heute russisch: Lesnoje) umgegliedert, blieb jedoch im selben Landkreis.
Im Jahre 1910 waren in Wickbold 382 Einwohner sesshaft, von denen 343 im Gutsbezirk und 39 in der Landgemeinde registriert waren. Am 30. September 1928 schließlich wurde der Gutsbezirk Wickbold in die Landgemeinde Wickbold eingemeindet. Die Einwohnerzahl belief sich 1933 auf 432 und betrug 1939 bereits 480.

### Braxeinswalde

#### Ortsgeschichte
Der ehedem Braxeinswalde genannte Ortsteil Otwaschnojes wurde um 1770 gegründet und liegt zwei Kilometer südöstlich von Wickbold. Bis 1945 trennte beide Ortsteile die Grenze zwischen den Kreisen Königsberg (ab 1939 Samland) und Preußisch Eylau. So kam Braxeinswalde anders als Wickbold und dessen Ortsteil Klein Wickbold (heute russisch: Maloje Otwaschnoje) 1874 zum Amtsbezirk Tharau (heute russisch: Wladimirowo), der zum Landkreis Preußisch Eylau in der preußischen Provinz Ostpreußen gehörte. Im Jahre 1910 zählte Braxeinswalde 77 Einwohner. Der spätere Ozeanflieger Ehrenfried Günther Freiherr von Hünefeld wuchs in Braxeinswalde auf.
Am 30. September 1928 endete für Braxeinswalde die Eigenständigkeit, als nämlich der Gutsbezirk in die Landgemeinde Wittenberg (heute russisch: Niwenskoje) eingemeindet wurde. Infolge des Zweiten Weltkrieges kam auch Braxeinswalde zur Sowjetunion.

#### Persönlichkeit
- Fabian Abraham von Braxein (1722–1798), preußischer Staats- und Kriegsminister, Mitglied der preußischen Regierung, Besitzer auf Braxeinswalde und Braxeinshof

### Otwaschnoje
Wickbold wurde im Jahre 1945 wie die übrigen Orte im nördlichen Ostpreußen in die Sowjetunion eingegliedert und erhielt 1947 die russische Bezeichnung „Otwaschnoje“. Gleichzeitig wurde der Ort in den Dorfsowjet Selenopolski selski Sowet im Rajon Kaliningrad eingegliedert. Später gelangte der Ort in den Niwenski selski Sowet im Rajon Bagrationowsk. Gemäß dem Ortsverzeichnis der Oblast Kaliningrad von 1976 gehörte auch die Ortsstelle Braxeinswalde zu Otwaschnoje.
Da es offenbar Widersprüche in der Gesetzgebung bezüglich der Grenzziehung zwischen dem Rajon Gurjewsk und dem Rajon Bagrationowsk gab, gelangte Otwaschnoje im Jahr 2008 zunächst in die Landgemeinde Nowomoskowskoje selskoje posselenije im Rajon Gurjewsk und dann im Jahr 2010 in die Niwenskoje selskoje posselenije im Rajon Bagrationowsk. Dazu musste die Rajongrenze dergestalt angepasst werden, dass die beiden Orte Otwaschnoje und Maloje Otwaschnoje (Klein Wickbold) durch einen Korridor mit dem übrigen Rajon Bagrationowsk verbunden wurden. Die verlassene Ortsstelle Braxeinswalde verblieb dabei im Rajon Gurjewsk.

## Wickbolder Bier
Aus Wickbold stammte das dereinst überall in Ostpreußen bekannte (und beliebte) „Wickbolder Bier“, einer schmackhaften Biersorte aus dem Königsberger Bierreich. Die Brauerei stellte allerdings schon gegen Ende des Ersten Weltkrieges ihre Produktion ein.

## Kirche
Die Bevölkerung von Wickbold und Barxeinswalde war vor 1945 fast ausnahmslos evangelischer Konfession. Aber beide Dörfer gehörten nicht zu demselben Kirchspiel: war Wickbold in den Pfarrsprengel Ludwigswalde (heute russisch: Lesnoje) im Kirchenkreis Königsberg-Land I eingegliedert, so war Braxeinswalde dem Kirchspiel Tharau (heute russisch: Wladimirowo) im Kirchenkreis Preußisch Eylau (Bagrationowsk) zugeordnet.
In der Zeit der Sowjetunion wurden diese Beziehungen wie überhaupt das kirchliche Leben eingeschränkt, wenn nicht gar verboten. In den 1990er Jahren erst bildeten sich in der Oblast Kaliningrad neue evangelische Gemeinden, und eine der ersten war die der Auferstehungskirche in Kaliningrad (Königsberg), in deren Einzugsgebiet Otwaschnoje heute liegt. Sie ist Teil der neugegründeten Propstei Kaliningrad der Evangelisch-lutherischen Kirche Europäisches Russland (ELKER).